# Jan Paczka
 Jan Adam Paczka (ur. 11 grudnia 1911 w Krakowie, zm. 9 września 2003 w Córdobie) – porucznik obserwator Polskich Sił Powietrznych w Wielkiej Brytanii, kawaler Orderu Virtuti Militari.

## Życiorys
Miał czwórkę rodzeństwa. Ukończył gimnazjum w Krakowie, kontynuował naukę na uczelniach wyższych, m.in. w Niemczech. Uzyskał dyplom inżyniera i pracował w Państwowych Zakładach Lotniczych w Warszawie. Ukończył kurs szybowcowy i posiadał uprawnienia pilota szybowcowego kat B. Na stopień podporucznika został mianowany ze starszeństwem z 1 stycznia 1935 i 1056. lokatą w korpusie oficerów rezerwy piechoty.
W chwili wybuchu II wojny światowej został powołany do służby w Wojsku Polskim i skierowany do Równego, gdzie miał odebrać samoloty transportowane z Francji. Dołączył do oddziałów tworzonych z rozbitych jednostek i wszedł w skład Samodzielnej Grupy Operacyjnej „Polesie”. Wziął udział w bitwie pod Kockiem.
Został wzięty do niemieckiej niewoli, ale udało mu się zbiec. Dotarł do okupowanej Warszawy, a następnie do Krakowa. Zagrożony aresztowaniem przez Gestapo uciekł. Dotarł na Węgry, następnie przez Jugosławię do Francji. Stąd został ewakuowany do Wielkiej Brytanii. 
Otrzymał przydział do lotnictwa (numer służbowy P-2020 i został skierowany na kurs nawigatorów. Po jego ukończeniu otrzymał przydział do dywizjonu 300. Łącznie wziął udział w 33 lotach bojowych. Po ukończeniu tury lotów bojowych ukończył Staff Navigation Course w Anglii i pracował jako instruktor nawigacji w Szkole Nawigacji w Kanadzie. 
Po zakończeniu działań wojennych wrócił do Wielkiej Brytanii, otrzymał przydział do dywizjonu 305 i stacjonował na terenie okupowanych Niemiec. Sprowadził z Polski żonę i syna. 
Po demobilizacji wyemigrował do Argentyny, gdzie pracował w wojskowej wytwórni samolotów w Córdobie. Na Universidad Nacional de Córdoba wykładał język angielski i niemiecki oraz w Escuela Superior de Aerotecnica przedmioty techniczne. Był członkiem Stowarzyszenia Inżynierów i Techników Polskich w Argentynie. Zmarł 9 września 2003 w Córdobie i został tam pochowany.

## Ordery i odznaczenia
- Krzyż Srebrny Orderu Virtuti Militari[6] nr 8501
- Krzyż Walecznych – dwukrotnie
- Medal Lotniczy